# Metamora (Ohio)
Metamora es una villa ubicada en el condado de Fulton en el estado estadounidense de Ohio. En el Censo de 2010 tenía una población de 627 habitantes y una densidad poblacional de 288,54 personas por km².

## Geografía
Metamora se encuentra ubicada en las coordenadas 41°42′41″N 83°54′18″O / 41.71139, -83.90500. Según la Oficina del Censo de los Estados Unidos, Metamora tiene una superficie total de 2.17 km², de la cual 2.14 km² corresponden a tierra firme y (1.67%) 0.04 km² es agua.

## Demografía
Según el censo de 2010, había 627 personas residiendo en Metamora. La densidad de población era de 288,54 hab./km². De los 627 habitantes, Metamora estaba compuesto por el 99.2% blancos, el 0% eran afroamericanos, el 0.16% eran amerindios, el 0% eran asiáticos, el 0% eran isleños del Pacífico, el 0% eran de otras razas y el 0.64% pertenecían a dos o más razas. Del total de la población el 2.23% eran hispanos o latinos de cualquier raza.